# 钱惟演
钱惟演（977年—1034年），字希圣，钱塘（今浙江杭州）人，中国北宋詩人，本為吳越國之王子，歸順宋朝後，成為西崑体领袖，其詩宗李商隱，見於《西崑集》。著有《典懿集》、《樞庭擁旄》前後集、《伊川漢上集》等，皆佚。《宋朝事實類苑》有輯錄。
政治上，為人趨炎附勢，以裙帶關係依附皇族，但亦好招徠名士，獎掖後進。追贈侍中，諡思，後改諡文僖。

## 家庭
钱惟演是吴越末代国王钱俶第十四子，有三子钱暧、钱晦、钱暄。另外，盛度為其女婿。六世孙钱象祖，宁宗朝左丞相。

## 生平
宋太宗太平兴国三年（978年），随父归宋，封团练使，累遷左神武將軍。宋真宗时，改授文职，召試學士院，直秘閣，預修《冊府元龜》，历任知制诰、給事中。大中祥符八年（1015年），為翰林学士，天禧四年（1020年）爲枢密使、仁宗即位，爲樞密使，不久罷知河陽。天聖三年（1025年），同中书门下平章事判許州、八年，判陳州，明道二年（1033年）以泰寧軍節度使判河南府，又曾任洛阳留后，仿唐驛馬傳送荔枝給楊貴妃事，傳送洛陽牡丹品種「姚黃」供內廷玩賞，人称洛阳使相。蘇軾曾寫《荔枝嘆》諷刺之。
宋仁宗即位后，宋仁宗養母太后刘娥佐政，钱惟演受刘太后宠信，仁宗惡之，仁宗亲政後，罷黜皇后郭清悟，惟演又與郭皇后有姻親關係，立即被贬，谪居汉东，景祐元年（1034年）卒，贈侍中，太常張瑰認為他有文才，但是貪墨，請諡文墨，錢家抗辯，後來仁宗稱《諡法》：「追悔前過曰思」，改諡思，並不算個美諡。後又因為錢惟演之子錢曖上言，錢惟演生前主張以劉太后與仁宗生母李太后同配享宋真宗，仁宗喜，改諡文僖。

## 軼事
欧阳修稱钱惟演坐臥、如廁都樂愛文學，經史、小說、小詞都讀；富貴過人還不滿足，一心只想當中書宰相，一生以不能副署公文為恨；錢惟演雖然富貴，但對家中子弟苛薄，不到發零用錢的日期，一個銅錢都不可能給。錢惟演有一座珊瑚筆架，珍愛萬分。筆架遭子弟竊去，錢惟演以為自己弄丟了，不惜懸賞一萬文錢要找回筆架，子弟們於是缺零用錢就偷筆架，一兩天後，再假裝幫錢惟演找回筆架，每年都偷個五次、七次，錢惟演愚昧不知。
歐陽修在《五代史》说錢鏐建國吳越以來賦稅繁苛，貧民往往被官府刑求逼稅。《丹鉛錄》記載，歐陽修為推官時，暱一妓，而為錢惟演所持去，歐陽修恨之，後作《五代史》時，乃誣錢惟演之父祖以「重斂虐民」之事。